# Мерц, Ханс-Рудольф
Ханс-Рудольф Мерц, нем. Hans-Rudolf Merz (род. 10 ноября 1942, Херизау, Аппенцелль-Ауссерроден, Швейцария) — швейцарский политик, представляющий либеральную Свободную демократическую партию, президент Швейцарии по ротации на 2009, член Федерального совета с 2004 года.

## Биография
В 1969—1974 годах был секретарём партийной организации РДП в Санкт-Галлене. В 1997 был избран от родного полукантона Аппенцелль-Ауссерроден в Совет кантонов — верхнюю палату швейцарского парламента, где возглавлял комитет по финансам и входил в состав комитета по внешней политике. 10 декабря 2003 он был избран в Федеральный совет, где стал главой Федерального департамента финансов. 10 декабря 2008 года Мерц, как давний член Федерального совета, был избран президентом, получив 185 из 209 голосов депутатов парламента. На этом посту он стал преемником своего однопартийца Паскаля Кушпена, в период президентства которого в 2008 году был вице-президентом.
24 сентября 2010 года, во время заседания в Швейцарии, Ханс запутался в сложных экономических и юридических терминах, и когда понял, что не понимает, о чем говорит, рассмеялся и заставил смеяться весь зал. Заседание было перенесено.
6 августа 2010 года Мерц объявил о своей предстоящей отставке в октябре.